# Dacus bequaerti
Dacus bequaerti är en tvåvingeart som beskrevs av Collart 1935. Dacus bequaerti ingår i släktet Dacus och familjen borrflugor.
Artens utbredningsområde är Kongo. Inga underarter finns listade i Catalogue of Life.